# آکتا متمتیکا

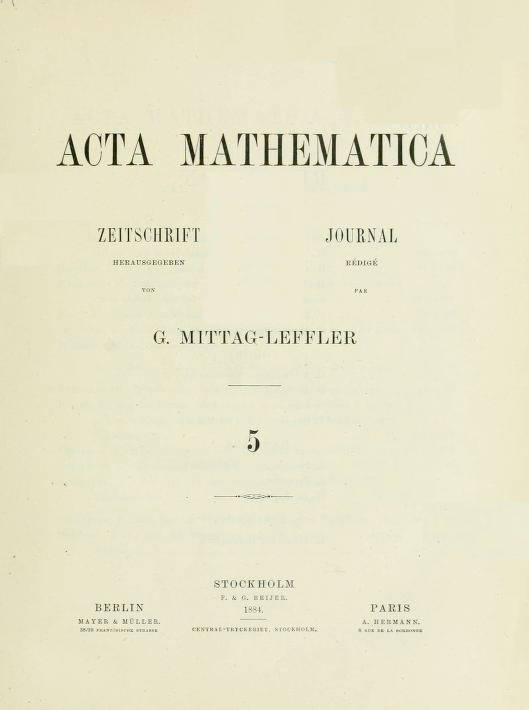
تصویرِ روی جلدِ یک شماره‌ی قدیمی از آکتا متمتیکا (۱۸۸۴)

آکتا مَتِمَتیکا (به [Acta Mathematica] Error: {{Lang-xx}}: متن دارای نشانه‌گذاری ایتالیک است (راهنما)) یک مجلهٔ تخصصیِ چندزبانهٔ ریاضیات محض با دسترسی آزاد و داوری همتا است که به‌صورت فصلی منتشر می‌شود. مقاله‌های این مجله به سه زبانِ انگلیسی، فرانسوی، و آلمانی است. این مجله در سال ۱۸۸۲ به‌وسیلهٔ گوستا میتاگ-لفلر بنیاد نهاده شد و هم‌اکنون از سوی مؤسسهٔ میتاگ-لفلر وابسته به فرهنگستان پادشاهی علوم سوئد چاپ و منتشر می‌شود. ضریب تأثیر این مجله در سال ۲۰۱۶ برابر ۳٫۷۱۹ بود و رتبهٔ آن در میان ۲۹۵ مجلهٔ ریاضی مؤسسهٔ اطلاعات علمی (آی‌اس‌آی) ۴ بوده‌است.